# Маноло
Мануел Касерес Артесеро (шп. Manuel Cáceres Artesero; Сијудад Реал, 15. јануар 1949 — Виљареал, 1. мај 2025) познатији као Маноло, био је шпански фудбалски навијач.
Маноло је навијао за Валенсију и репрезентацију Шпаније. Познат је по својој огромној капи, дресу са бројем дванаест и својем чувеном бубњу „El bombo de España“ (бубањ Шпаније).

## Занимљивости
Маноло није пропустио нити једну утакмицу шпанске репрезентације од Светског првенства 1982. Поседово је бар код стадиона Валенсије који је финансијски пропао због његовог честог одсуства. Након једне утакмице 1987. породица га је напустила.